# Campbell Walsh
Campbell Walsh (n. 26 noiembrie 1977, Glasgow, Scoția, Regatul Unit) este un caiacist ce a reprezentat Regatul Unit al Marii Britanii și al Irlandei de Nord, medaliat olimpic. A participat la 2 ediții ale Jocurilor Olimpice (2004, 2008) în care a câștigat o medalie de argint.